# Phạm Hồng Cư
Phạm Hồng Cư (11 tháng 2 năm 1926 - 27 tháng 1 năm 2021), tên thật Lê Đỗ Nguyên, là một sĩ quan cấp cao trong Quân đội nhân dân Việt Nam, hàm Trung tướng, nguyên Phó chủ nhiệm Tổng cục Chính trị (1986-1995), Phó Tư lệnh về chính trị Quân khu 2 (1978-1986).

## Thân thế và sự nghiệp
Ông sinh ngày 11 tháng 2 năm 1926, quê ở xã Đông Cương, huyện Đông Sơn (nay là Phường Đông Cương, Thành phố Thanh Hóa), tỉnh Thanh Hóa.
Từ năm 1940 đến năm 1944, ông là học sinh Trường Bưởi, tham gia các hoạt động yêu nước tại nhà trường và bị đế quốc Pháp bắt, giam tại xà lim Thanh Hoá.
Ngày 9 tháng 3 năm 1945, ông trốn ra, tiếp tục tham gia hoạt động cách mạng tại Hà Nội trong tiểu đội Phạm Hồng Thái.
Từ tháng 9 năm 1945 đến tháng 9 năm 1946, ông được cử giữ chức Trung đội trưởng Tự vệ chiến đấu Cứu quốc thành Hoàng Diệu (Thành bộ Việt Minh Hà Nội).
Từ tháng 10 năm 1946 đến tháng 2 năm 1947, ông là Thư ký Văn phòng Quân uỷ Hội.
Từ tháng 3 năm 1947 đến tháng 7 năm 1947, ông là Chính trị viên Đại đội 3, Tiểu đoàn 1, Trung đoàn 140.
Từ tháng 8 năm 1947 đến tháng 9 năm 1949, ông là Chính trị viên Tiểu đoàn Bình Ca, tham gia chiến dịch Việt Bắc Thu đông, đánh thắng quân Pháp trận đầu trên Sông Lô.
Từ tháng 10 năm 1949 đến tháng 2 năm 1951, ông là Phó phòng Chính trị Đại đoàn 308, tham gia chiến dịch Biên Giới, Trung Du.
Từ tháng 3 năm 1951 đến tháng 9 năm 1954, ông là Phó chính uỷ Trung đoàn 36, Đại đoàn 308, tham gia các chiến dịch lớn trong đó có chiến dịch Điện Biên Phủ.
Từ tháng 10 năm 1954 đến tháng 11 năm 1955, ông là Chính trị viên Trường Quân chính Đại đoàn 308.
Từ tháng 12 năm 1955 đến năm 1956, ông là Chính trị viên của Tiểu đoàn Huấn luyện, rồi Trưởng ban Tuyên huấn Sư đoàn 308.
Từ tháng 12 năm 1956 đến tháng 7 năm 1959, ông là Chính uỷ Trung đoàn 36, Đại đoàn 308.
Từ tháng 8 năm 1959 đến tháng 2 năm 1962, ông là Trưởng phòng Tuyên truyền, Cục tuyên huấn,Tổng cục Chính trị
Từ tháng 3 năm 1962 đến tháng 2 năm 1970, ông là Cục phó Cục Tuyên huấn, Tổng cục Chính trị Quân đội
Từ tháng 3 năm 1970 đến tháng 2 năm 1974, ông là Phái viên Tổng cục Chính trị tại chiến trường B5, tham gia chiến dịch Đường 9 Nam Lào năm 1971, Quảng Trị năm 1972.
Từ tháng 3 năm 1974 đến tháng 5 năm 1975, ông là Cục trưởng Cục Văn hóa,Tổng cục Chính trị Quân đội Nhân dân Việt Nam. Phái viên Tổng cục Chính trị tham gia chiến dịch Hồ Chí Minh năm 1975.
Từ tháng 6 năm 1975 đến tháng 5 năm 1978, ông là Cục trưởng Cục Văn hóa,Tổng cục Chính trị Quân đội Nhân dân Việt Nam
Từ tháng 6 năm 1978 đến tháng 7 năm 1980, ông là Phó tư lệnh Chính trị kiêm Chủ nhiệm chính trị Quân khu 2.
Từ tháng 8 năm 1980 đến tháng 7 năm 1986, ông là Phó tư lệnh chính trị Quân khu 2.
Từ tháng 4 năm 1986 đến tháng 9 năm 1995, ông là Phó chủ nhiệm Tổng cục Chính trị.
Năm 1995, ông được Nhà nước và Quân đội cho nghỉ hưu.
Thiếu tướng (1983), Trung tướng (1988).
Ông từ trần ngày 27-01-2021 tại nhà riêng ở Hà Nội.
Lễ Tang của ông sẽ tổ chức vào ngày 5 tháng 2 năm 2021.

## Khen thưởng
Huân chương Quân công hạng nhì, ba
Huân chương Chiến thắng hạng Nhì
Huân chương Kháng chiến chống Mỹ hạng nhất
Huân chương Chiến sĩ vẻ vang hạng nhất, nhì, ba
Huy chương Quân kỳ Quyết thắng
Huy hiệu 50 năm tuổi Đảng
Kỷ niệm chương Chiến sĩ cách mạng bị bắt và tù đày.

## Thân hữu
Ông là anh trai của nhân vật nữ trong bài thơ Màu tím hoa sim nổi tiếng.
Ông là chồng của Phó Giáo sư Đặng Thị Hạnh, là con rể của Giáo sư Đặng Thai Mai
Ông cũng là anh em cọc chèo với Đại tướng Võ Nguyên Giáp và Trung tướng Phạm Hồng Sơn.
Ông cũng là đồng đội của Thượng úy Ngô Quốc Trung (1917-2004) ,là người từng chỉ huy một đội sỹ quan đi vào tiếp quản thủ đô Hà Nội ngày 8,9/10 năm 1954.